# EP u softbolu za žene 1990.
7. EP u softbolu za žene  se održalo u Italiji, u Genovi, od 29. kolovoza do 2. rujna 1990.

## Konačna ljestvica
| Mj. | Država           |
| --- | ---------------- |
| 1.  | Nizozemska       |
| 2.  | Belgija          |
| 3.  | Italija          |
| 4.  | Češka i Slovačka |
| 5.  | Švedska          |
| 6.  | Francuska        |
| 7.  | Danska           |
| 8.  | Njemačka         |